# Pyrgomantis fasciata
Pyrgomantis fasciata är en bönsyrseart som beskrevs av Giglio-tos 1917. Pyrgomantis fasciata ingår i släktet Pyrgomantis och familjen Tarachodidae. Inga underarter finns listade i Catalogue of Life.